# Aurora Ximenes

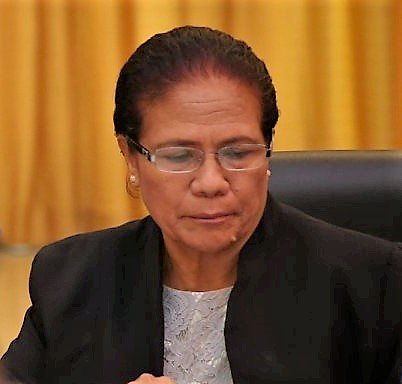
Aurora Ximenes (2019)

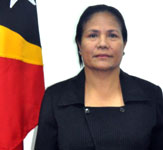
Aurora Ximenes (2012)

Aurora Ximenes (* 13. Juni 1955 in Samalari, Baguia, Portugiesisch-Timor) ist eine Politikerin aus Osttimor. Sie ist Mitglied der Partei FRETILIN.
Ximenes studierte Öffentliche Verwaltung und war später bei einer Behörde angestellt. Von 2012 bis 2017 war sie Abgeordnete im Nationalparlament Osttimors. Sie war Mitglied in der Kommission für konstitutionelle Angelegenheiten, Justiz, Öffentliche Verwaltung, lokale Rechtsprechung und Korruptionsbekämpfung (Kommission A). Bei den Wahlen 2017 wurde sie nicht mehr auf der Wahlliste der FRETILIN aufgestellt.
Von 2018 bis 2023 war Ximenes Mitglied des Staatsrats.